# Austrachelas incertus
Espèce
Austrachelas incertus est une espèce d'araignées aranéomorphes de la famille des Gallieniellidae.

## Distribution
Cette espèce est endémique d'Afrique du Sud. Elle se rencontre au KwaZulu-Natal et au Cap-Oriental.

## Description
Le mâle mesure 8,98 mm et les femelles de 8,85 à 12,25 mm.

## Publication originale
- Lawrence, 1938 : A collection of spiders from Natal and Zululand. Annals of the Natal Museum, vol. 8, no 3, p. 455–524 (texte intégral).